# Antero Niittymäki
Antero Pertti Elias Niittymäki (ur. 18 czerwca 1980 w Turku) – były fiński hokeista występujący na pozycji bramkarza. Reprezentant Finlandii, dwukrotny olimpijczyk. Wychowanek TPS. Występował w klubach NHL - San Jose Sharks, Tampa Bay Lightning i Philadelphia Flyers. Ten ostatni klub wybrał go w drafcie NHL w 1998 roku. Dwukrotny medalista zimowych igrzysk olimpijskich. W 2006 roku podczas igrzysk w Turynie został wybrany najbardziej wartościowym graczem turnieju.

## Kariera klubowa
- TPS (1995-2002)
- Philadelphia Phantoms (2002-2005)
- Philadelphia Flyers (2004, 2005-2009)
- Tampa Bay Lightning (2009-2010)
- San Jose Sharks (2010-2011)
- Worcester Sharks (2011)
- Syracuse Crunch (2012)
- TPS (2012-2013)

Karierę hokeisty rozpoczął w swoim rodzinnym mieście Turku w zespole TPS. Grał tam przez siedem lat od 1995 do 2002 roku. Po raz pierwszy w meczu SM-liiga (najwyższa klasa rozgrywkowa w kraju) wystąpił w sezonie 1999/2000. Po zakończeniu sezonu zdobył Jarmo Wasaman muistopalkinto, nagroda dla najlepszego debiutanta sezonu. Między innymi dzięki jego pomocy zespół z Turku zdobył po raz drugi z rzędu puchar Kanada-malja dla najlepszej drużyny Finlandii.
27 czerwca 1998 roku został wybrany w szóstej rundzie draftu draftu NHL w 1998 roku przez drużynę Philadelphia Flyers. Swój pierwszy mecz w National Hockey League rozegrał 4 lutego 2004 roku. W swoim debiucie obronił 19 z 20 strzałów co spowodowało, iż został wybrany trzecią gwiazdą spotkania. W następnym sezonie podczas lokautu w NHL grał w filii Flyers - Philadelphia Phantoms z którym zdobył Puchar Caldera, czyli trofeum dla najlepszej drużyny ligi American Hockey League. Ponadto zdobył Jack A. Butterfield Trophy dla najwartościowszego zawodnika rundy playoff oraz zagrał w meczu gwiazd ligi AHL.
Po zakończeniu lokautu w NHL stał się podstawowym bramkarzem drużyny Flyers. W sezonie 2005/2006 razem z Lotnikami awansował do playoff w których odpadli w pierwszej rundzie z zespołem Buffalo Sabres. W kolejnym sezonie m.in. przez jego słabą postawę w obronie strzałów spowodowały, iż klub nie awansował do rozgrywek posezonowych. Po tym sezonie stanowisko trenera drużyny utracił Ken Hitchcock, a zastępujący go John Stevens rzadziej stawiał na Fina. Od sezonu 2007/2008 na pozycji pierwszego bramkarza Flyers zastąpił go Martin Biron. W sezonie zasadniczym rozegrał 28 na 82 możliwe spotkania. W fazie playoff nie zagrał w żadnym meczu.
Na początku lipca 2009 roku Flyers pozyskali dwóch bramkarzy: Ray Emery i Brian Boucher, praktycznie zapewniając niepodpisanie kontraktu z Niittymäkim na kolejny sezon. Niittymäki został wolnym agentem. W połowie lipca podpisał kontrakt z Tampa Bay Lightning jako zastępca Mike'a Smitha.
Sezon 2009/2010 rozpoczął wielkim sukcesem. Po pierwszych dziesięciu meczach prowadził w lidze w statystykach średniej obronionych strzałów jak i współczynniku GAA. Ostatecznie rozegrał dla drużyny z Florydy 49 spotkań z których wygrał 21. Po sezonie zakończył współpracę z Błyskawicami. 1 lipca 2011 roku podpisał dwuletni kontrakt z San Jose Sharks, który gwarantuje mu 4 miliony dolarów.
W sierpniu powrócił do ojczyzny i został ponownie zawodnikiem macierzystego klubu TPS, w barwach którego uczestniczył w sezonie SM-liiga (2012/2013). W jego trakcie rozegrał jedynie 14 spotkań. W kwietniu 2013 roku zakończył karierę zawodniczą z powodu kontuzji biodra.

## Kariera reprezentacyjna
Zawodnik kilkakrotnie uczestniczył w meczach międzynarodowych w reprezentacji Finlandii w hokeju na lodzie. Uczestniczył w turniejach mistrzostw świata w 2006 oraz na zimowych igrzyskach olimpijskich 2006 i 2010. Wraz ze seniorską reprezentacją zdobył trzy medale. Dwa na igrzyskach olimpijskich (srebro w Turynie oraz brąz w Vancouver) oraz jeden na mistrzostwach świata w 2006 roku. Zagrał również podczas Mistrzostw Europy Juniorów w 1998 roku oraz w Mistrzostwach Świata Juniorów w 2000 roku.

## Sukcesy

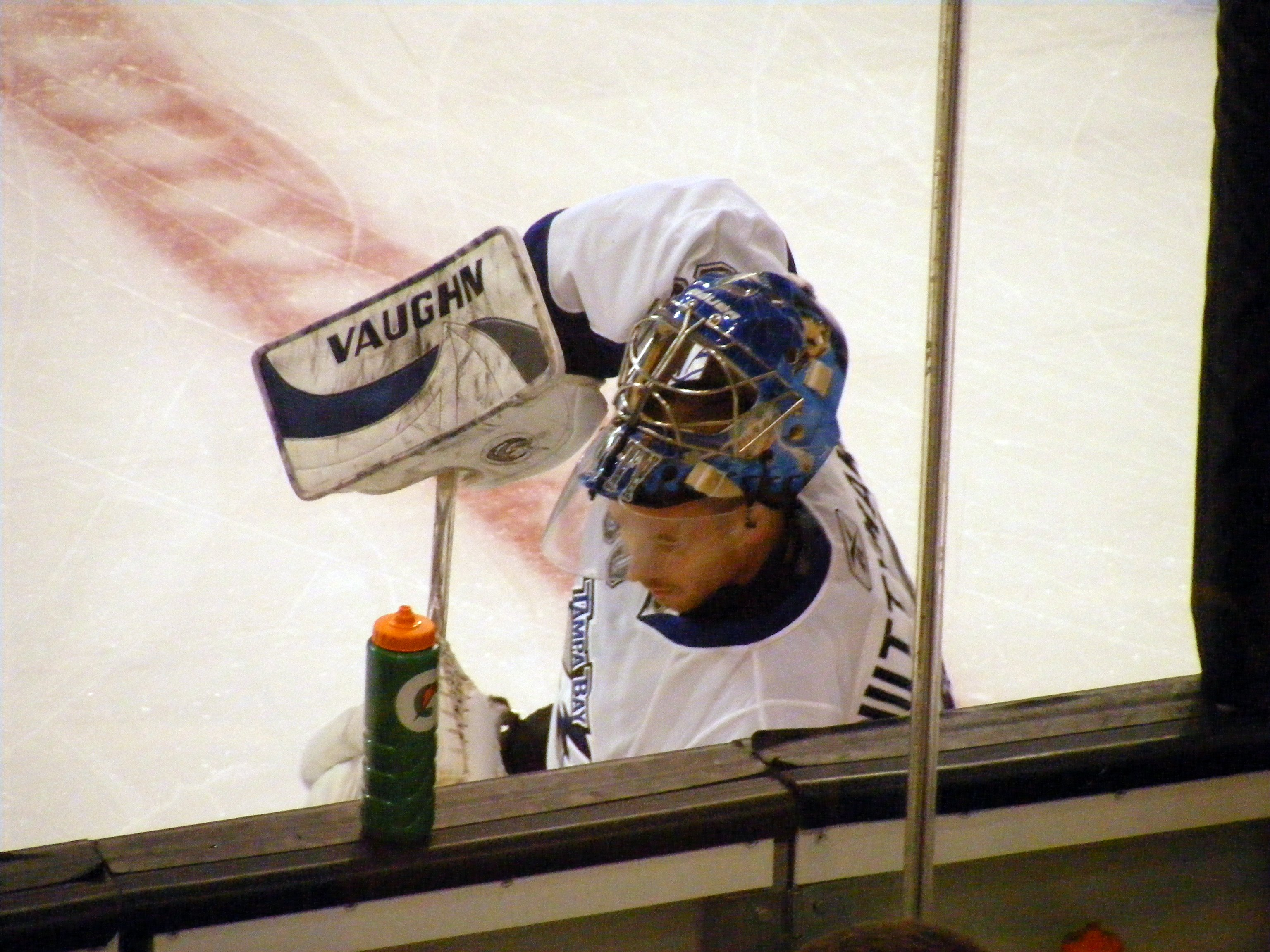
Antero Niittymäki w barwach Finlandii podczas rozgrzewki (2009)

Reprezentacyjne
- Srebrny medal Mistrzostw Europy juniorów do lat 18: 1998
- Brązowy medal Mistrzostw Świata: 2006
- Srebrny medal Igrzysk Olimpijskich: 2006
- Brązowy medal Igrzysk Olimpijskich: 2010

Klubowe
- Złoty medal Mistrzostw Finlandii: 2000, 2001 z TPS[11]
- Puchar Caldera: 2005 z Philadelphia Phantoms

Indywidualne
- SM-liiga 1999/2000:
  - Trofeum Jarmo Wasamy - najlepszy debiutant sezonu[12].
- AHL 2003/2004:
  - Sher-Wood AHL Player of the Week dla zawodnika tygodnia (16 listopada 2003)
- AHL 2004/2005:
  - Phantoms Toyota Player of the Month dla najlepszego zawodnika miesiąca drużyny Philadelphia Phantoms: styczeń, marzec, listopad 2004
  - Mecz Gwiazd AHL[3]
  - Jack A. Butterfield Trophy - nagroda dla Najbardziej Wartościowego Zawodnika (MVP) w fazie play-off
- NHL (2005/2006):
  - NHL Defensive Player of the Week dla defensywnego zawodnika tygodnia w lidze NHL (8 stycznia 2006, razem z Davidem Aebischerem)
- Turniej na Zimowych Igrzyskach Olimpijskich 2006:
  - Pierwsze miejsce w klasyfikacji średniej goli straconych na mecz: 1,34
  - Pierwsze miejsce w klasyfikacji skuteczności interwencji: 95,1%
  - Pierwsze miejsce w klasyfikacji meczów bez straty gola: 5
  - Pierwsze miejsce w klasyfikacji liczby obronionych strzałów: 156
  - Najlepszy bramkarz turnieju
  - Najbardziej Wartościowy Gracz turnieju[13][14]
  - Skład gwiazd turnieju

Wyróżnienie
- Wybrany do drugiej drużyny dekady drużyny Philadelphia Phantoms

## Statystyki

### Klubowe
Sezon regularny
| Sezon   | Drużyna               | Liga     | M   | Z  | P  | R | PPD | MIN   | GA  | SO | GAA  | SV%  |
| ------- | --------------------- | -------- | --- | -- | -- | - | --- | ----- | --- | -- | ---- | ---- |
| 1999–00 | TPS                   | SM-liiga | 32  | 23 | 6  | 3 | —   | 1899  | 68  | 3  | 2.15 |      |
| 2000–01 | TPS                   | SM-liiga | 21  | 10 | 5  | 1 | —   | 1112  | 46  | 2  | 2.48 | .907 |
| 2001–02 | TPS                   | SM-liiga | 27  | 16 | 8  | 1 | —   | 1498  | 46  | 3  | 1.84 | .937 |
| 2002–03 | Philadelphia Phantoms | AHL      | 40  | 14 | 21 | 2 | —   | 2283  | 98  | 0  | 2.58 | .903 |
| 2003–04 | Philadelphia Flyers   | NHL      | 3   | 3  | 0  | 0 | —   | 180   | 3   | 0  | 1.00 | .961 |
| 2003–04 | Philadelphia Phantoms | AHL      | 49  | 24 | 13 | 6 | —   | 2728  | 92  | 7  | 2.02 | .924 |
| 2004–05 | Philadelphia Phantoms | AHL      | 58  | 33 | 21 | 4 | —   | 3453  | 119 | 6  | 2.07 | .924 |
| 2005–06 | Philadelphia Flyers   | NHL      | 46  | 23 | 15 | — | 6   | 2690  | 133 | 2  | 2.97 | .895 |
| 2006–07 | Philadelphia Flyers   | NHL      | 52  | 9  | 29 | — | 9   | 2942  | 166 | 0  | 3.38 | .894 |
| 2007–08 | Philadelphia Flyers   | NHL      | 28  | 12 | 9  | — | 2   | 1424  | 69  | 1  | 2.91 | .907 |
| 2008–09 | Philadelphia Flyers   | NHL      | 32  | 15 | 8  | — | 6   | 1804  | 83  | 1  | 2.76 | .912 |
| 2009–10 | Tampa Bay Lightning   | NHL      | 49  | 21 | 18 | — | 5   | 2657  | 127 | 1  | 2.87 | .909 |
| 2010–11 | San Jose Sharks       | NHL      | 24  | 12 | 7  | — | 3   | 1414  | 64  | 0  | 2.72 | .896 |
| NHL     | NHL                   | NHL      | 234 | 95 | 86 | 0 | 31  | 13113 | 645 | 5  | 2.95 | .902 |

Playoff
| Sezon   | Drużyna               | Liga     | M  | Z  | P | MIN  | GA | SO | GAA  | SV%  |
| ------- | --------------------- | -------- | -- | -- | - | ---- | -- | -- | ---- | ---- |
| 1999–00 | TPS                   | SM-liiga | 8  | 6  | 2 | 453  | 13 | 0  | 1.72 | .944 |
| 2001–02 | TPS                   | SM-liiga | 4  | 2  | 2 | 295  | 11 | 0  | 2.23 | .926 |
| 2003–04 | Philadelphia Phantoms | AHL      | 12 | 6  | 6 | 796  | 24 | 0  | 1.81 | .926 |
| 2004–05 | Philadelphia Phantoms | AHL      | 21 | 15 | 5 | 1269 | 37 | 3  | 1.75 | .943 |
| 2005–06 | Philadelphia Flyers   | NHL      | 2  | 0  | 0 | 72   | 5  | 0  | 4.11 | .828 |
| 2010-11 | San Jose Sharks       | NHL      | 2  | 1  | 0 | 91   | 1  | 0  | .66  | .967 |
| NHL     | NHL                   | NHL      | 4  | 1  | 0 | 164  | 6  | 0  | 2.19 | .898 |

### Międzynarodowe
| Rok              | Drużyna          | Turniej          |    | M | Z | P | R   | MIN | GA | SO   | GAA  | SV% |
| ---------------- | ---------------- | ---------------- | -- | - | - | - | --- | --- | -- | ---- | ---- | --- |
| 1998             | Finlandia        | MEJ              | 1  |   |   |   | 60  | 4   | 0  | 4.00 |      |     |
| 2000             | Finlandia        | MŚJ 2000         | 5  |   |   |   | 245 | 10  | 0  | 2.45 |      |     |
| 2006             | Finlandia        | IO 2006          | 6  | 5 | 1 | - | 359 | 8   | 3  | 1.34 | .951 |     |
| 2006             | Finlandia        | MŚ 2006          | 4  | 2 | 1 | 1 | 212 | 6   | 2  | 1.70 | .927 |     |
| Mecze seniorskie | Mecze seniorskie | Mecze seniorskie | 10 | 7 | 2 | 1 | 571 | 14  | 5  | 1.53 | .939 |     |

M = mecze, Z = zwycięstwa, P = Porażki, R = Remisy, PPD = Porażki po dogrywce, MIN = minuty spędzone na ławce kar, GA = stracone bramki, SO = shutout, GAA = średnia straconych bramek, SV% = procentowa skuteczność obronionych strzałów